# Monarquia de Julho
Monarquia de Julho (em francês:  Monarchie de Juillet) é o nome com que a historiografia costuma designar o período histórico que decorreu em França de 1830 a 1848, entre dois dos principais processos revolucionários considerados como ciclos da revolução liberal ou revolução burguesa (as revoluções de 1830 — a revolução de Julho e as revoluções de 1848 — a primavera dos povos).
Começou com as denominadas Três Gloriosas (Trois Glorieuses) jornadas revolucionárias de Paris (27, 28 e 29 de julho de 1830), contra o governo do rei Carlos X, que levaram ao trono Luís Filipe de Orleães (de um ramo distinto da Casa de Bourbon, a denominada Bourbon-Orleães), e não se limitou a França, mas estendeu-se à Bélgica — que obteve a independência face aos Países Baixos, Alemanha e Itália — onde se identifica com movimentos de tipo nacionalista unificador —, Polónia e Império Austríaco. Em fevereiro de 1848 a Revolução de 1848 provocou a abdicação do rei e a criação de um governo provisório que gerou a Segunda República Francesa.
A Monarquia de Julho é um período caracterizado pela proeminência da alta burguesia, que substituiu o direito divino dos monarcas.

## Antecedentes
A Restauração Francesa foi um período de governo de carta outorgada pelo que se fizeram uma série de concessões ao povo, não obstante o seu carácter autocrático.
Em 1830, Carlos X enfrentava um parlamento de maioria liberal moderado. Perante este facto decretou as quatro leis de julho, que suspendiam a liberdade de imprensa, dissolveu a recém-eleita câmara de deputados, alargava o cargo dos deputados e reduzia o seu número. O povo de Paris precipitou-se para as ruas e conseguiu derrotar o exército real. Os políticos liberais  aproveitaram-se deste acontecimento e o rei Carlos X foi forçado a exilar-se. Foi nomeado um novo rei: Luís Filipe I de França; e a França dotou-se de uma constituição mais liberal, a Constituição Francesa de 1830, reconhecendo-se aí a liberdade de imprensa, e era eliminado o monopólio real na iniciativa legislativa: o rei era o chefe do executivo e partilhava a iniciativa legislativa com as câmaras. A Câmara dos Pares deixou de ser hereditária, e perdeu importância em favor da Câmara dos deputados.